# Rhizoprionodon lalandii
Rhizoprionodon lalandii е вид акула от семейство Сиви акули (Carcharhinidae).

## Разпространение и местообитание
Този вид е разпространен в Аруба, Бразилия (Амапа, Баия, Еспирито Санто, Мараняо, Пара, Параиба, Парана, Пернамбуко, Пиауи, Рио Гранди до Норти, Рио Гранди до Сул, Рио де Жанейро, Санта Катарина, Сао Пауло, Сеара и Сержипи), Венецуела, Гвиана, Колумбия, Панама, Суринам, Тринидад и Тобаго и Френска Гвиана.
Обитава крайбрежията на океани и морета в райони с тропически климат. Среща се на дълбочина от 22 до 70 m, при температура на водата от 20,7 до 28 °C и соленост 35,8 – 36,3 ‰.

## Описание
На дължина достигат до 77 cm.